# Чарльз, Уба
Уба Чарльз Нвокома (англ. Uba Charles Nwokoma; Пустой шаблон {{ВД-Преамбула}} ) — нигерийский футболист, полузащитник норвежского «Лиллестрёма», выступающий на правах аренды за шведский «Мьельбю».

## Клубная карьера
Является воспитанником нигерийской академии «Айдол». В 2021 году перешёл откуда перешёл шведский «Линчёпинг Сити», с которым выступал в первом дивизионе. В июле того же года проходил просмотр в ГАИС. В марте 2022 года стал игроком «Юнгшиле», с которым заключил контракт на один год.
В начале 2023 года перешёл в норвежский «Лиллестрём». 15 апреля в матче второго тура против «Викинга» дебютировал в чемпионате Норвегии, появившись на поле на 84-й минуте. В этом же сезоне вместе с клубом дошёл до финала кубка страны, но в решающем матче с «Бранном» остался на скамейке запасных.
15 марта 2025 года на правах аренды на полгода перешёл в шведский «Мьельбю». Сделка предполагает права выкупа.

## Клубная статистика
| Выступление      | Выступление      | Выступление      | Лига | Лига | Кубки | Кубки | Конт. кубки | Конт. кубки | Итого | Итого |
| Клуб             | Лига             | Сезон            | Игры | Голы | Игры  | Голы  | Игры        | Голы        | Игры  | Голы  |
| ---------------- | ---------------- | ---------------- | ---- | ---- | ----- | ----- | ----------- | ----------- | ----- | ----- |
| Линчёпинг Сити   | Дивизион 1       | 2021             | 21   | 0    | 0     | 0     | 0           | 0           | 21    | 0     |
| Линчёпинг Сити   | Итого            | Итого            | 21   | 0    | 0     | 0     | 0           | 0           | 21    | 0     |
| Юнгшиле          | Дивизион 1       | 2022             | 27   | 2    | 1     | 0     | 0           | 0           | 28    | 2     |
| Юнгшиле          | Итого            | Итого            | 27   | 2    | 1     | 0     | 0           | 0           | 28    | 2     |
| Лиллестрём       | Элитсерия        | 2023             | 8    | 0    | 2     | 0     | 0           | 0           | 10    | 0     |
| Лиллестрём       | Элитсерия        | 2024             | 19   | 0    | 2     | 0     | 0           | 0           | 21    | 0     |
| Лиллестрём       | Итого            | Итого            | 27   | 0    | 4     | 0     | 0           | 0           | 31    | 0     |
| Мьельбю          | Алльсвенскан     | 2025             | 0    | 0    | 0     | 0     | 0           | 0           | 0     | 0     |
| Мьельбю          | Итого            | Итого            | 0    | 0    | 0     | 0     | 0           | 0           | 0     | 0     |
| Всего за карьеру | Всего за карьеру | Всего за карьеру | 75   | 2    | 5     | 0     | 0           | 0           | 80    | 2     |